# Histoire de Cubnezais
 (octobre 2010).
Si vous disposez d'ouvrages ou d'articles de référence ou si vous connaissez des sites web de qualité traitant du thème abordé ici, merci de compléter l'article en donnant les références utiles à sa vérifiabilité et en les liant à la section « Notes et références ».

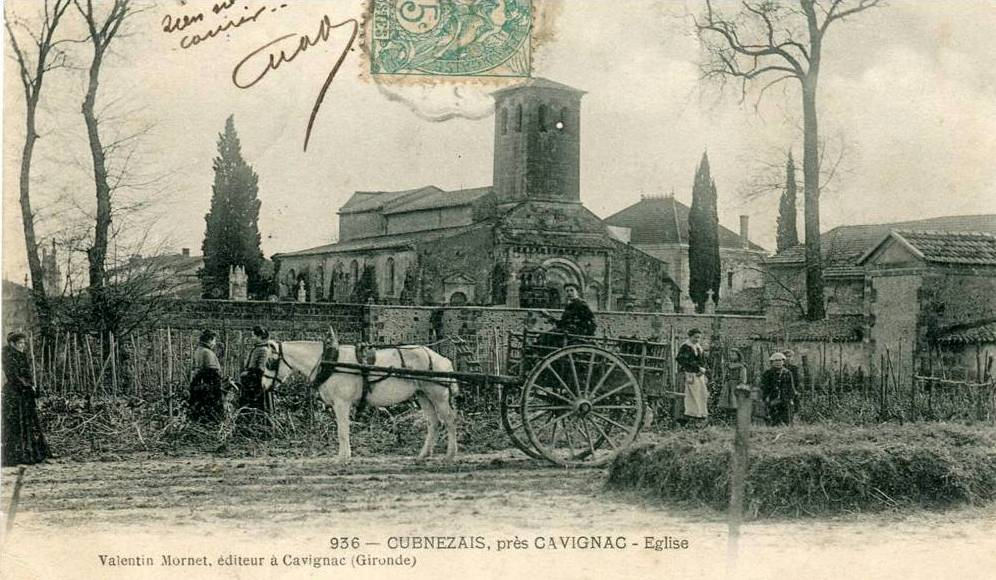
Église de Cubnezais au début du XXe siècle.

Les premiers documents relatifs à Cubnezais (Gironde) remontent au XVIIe siècle. En deçà, seule l’existence du château de la Bellue pendant la guerre de Cent Ans nous est parvenue. À cette époque, Cubnezais se nommait Saint-Martin de Cunadesio avec le titre de châtellenie appartenant successivement au Xe siècle à la Maison de Foix et au XIVe siècle à la Maison d'Albret.

## De la guerre de Cent Ans à la Révolution
La région ruinée et épuisée par la guerre de Cent Ans, continua à être dévastée par des conflits internes (révolte provoquée par la gabelle en 1548), des catastrophes climatiques ou épidémiques ; la peste éclate en 1585 à Gauriac, amputant les villages d’une grande partie de leur population. Pour porter assistance à cette population furent créées les confréries ou œuvres. Le 16 janvier 1618 la confrérie du Saint Sacrement fut créée à Cubnezais.
En 1618, Cubnezais est sous la juridiction de la famille de Bonnevin. Jean de Bonnevin était sieur de la Bellue, seigneur de l’Isle, baron de Sous-Moulin en Saintonge, gouverneur de Libourne. Le 21 janvier 1622, Marie de Bonnevin, fille de Jean, épousa Gabriel-Henry de Joigny de Bellebrune, originaire de Normandie, commandant de la ville et du château de Blaye. Jusqu’à la Révolution les Joigny de Bellebrune régnèrent sur la seigneurie de la Bellue et sur une grande partie de la région.
Au XVIIe siècle, les environs de Cubnezay (orthographe de l’époque) très boisés et marécageux sont parfois le siège de battues aux loups et aux sangliers. Le château de la Bellue est décrit en ces termes : « Tout icelluy château, tours, pavillons, fosses, basses-cours, pont-levis, offices, fuys, garennes, bois, prés, estans, terres louables, vignes, moullins et  autres appartenances et despandances, le tout attenant et contigu sithué dans les paroisses de Cubnezay et Cézac (acte de 1679). Les fiefs, maynes et métairies s’étendent sur les parroisses de Saint-Mariens, Cartelègue, Cavignac, Cubnezay, Cézac, Marsas, Gauriaguet, Aubié, Prignac, Peujard, Magrigne, Saint-Laurent, Saint-Gervais, Saint-André, Cubzac, Pugnac et Bourg » .
En 1641, contestation entre les cures de Cubnezais et Peujard au sujet de la chapelle rurale de Saint-Martial.
En 1653, naissance de Claude-Charles de Joigny de Bellebrune, écuyer, seigneur de la Bellue, capitaine d’une compagnie (100 hommes), maître d’hôtel du roi Louis XIV.
En 1673, conflit entre Sébastien Desserre (conseiller du roi, vice sénéchal de Libourne, prévôt général de Guyenne) et le curé de Cubnezais à propos de la construction d’une chapelle attenante à l’église, dédiée à saint Sébastien.
En 1681, la grêle ravage le Blayais.
En 1683, naissance de Gabriel de Joigny (1683–1749), seigneur de la Bellue de 1714 à 1749, fut capitaine dans le régiment de Soissons, puis capitaine général garde-côtes dans la capitainerie Royal-Moron en 1719.
En 1687, naissance de Charles de Joigny (1687–1795). Il fut chevalier de l’ordre souverain de Malte. Il mourut à la Bellue le 2 avril 1747.
En 1725, naissance de Charles-Claude de Joigny (1725–1795), seigneur de la Bellue en 1751. En 1789, il émigra en Hollande ou il décéda.
Le 17 août 1733 une grêle forte et abondante hacha les vignes, écrasa les tuiles des maisons. Les champs étaient pavés d’oiseaux morts et lièvres qui avaient succombé sous le poids de la grêle.
Le 9 mars 1744, « solée neige et vent de nord soufflant avec tant de force que personne ne pouvait soutenir le froid violent ». Durant plusieurs années des hivers très vigoureux provoquèrent la famine (1748, 1766) et un accroissement important du nombre de décès dans toutes les couches de la population.
Le 23 mai 1754, un rapport de l’archevêque sur sa visite en la paroisse de Cubnezais décrivant les biens de l’église cite que la chapelle de Saint-Martial appartenait au chanoine de l’abbaye Saint-Vincent de Bourg, que le château de la Bellue possédait une chapelle bien voûtée et ornée et la paroisse comptait 143 foyers, 450 pratiquants.
En 1756, naissance de Charles-Godefroy de Joigny (1756–1846). Il émigra en Angleterre après les troubles survenus à Cubnezais en 1792.
Le 17 février 1785, bénédiction de la cloche placée sous le vocable de Saint-Martin (cloche classée monument historique au titre objet en 1942).

## La Révolution française
Le 11 mars 1791 la chapelle Saint-Martial fut vendue 60 livres (comme bien national ?).
Le 6 mars 1792, la première explosion révolutionnaire se produisit à Cubnezais. Une bande de pillards s’attaqua au château de la Bellue. Le lendemain un détachement de la garde nationale (une centaine d’hommes) sous le commandement du major Marcon-Dessources fut envoyé au château. 
Le 29 mars le canton de Saint-Savin fut divisé en trois cantons, le canton de Saint-Savin, le canton de Saint-Christoly, le canton de Cézac regroupant les communes de Cézac, Cubnezais, Cavignac, Laruscade, Marsas, Marcenais.
Les biens de la famille de Joigny furent vendus comme biens nationaux. La Bellue fut vendue pour 609 000 francs au sieur Landreau, le reste pour la somme de 1 200 000 francs.

## De 1800 à 1900
En 1802 Cubnezais et Marsas furent érigées en succursale (division religieuse) dont le chef-lieu était Marsas. Convoitant ce titre, Cubnezais entra en conflit avec Marsas jusqu’en 1819 où une ordonnance du roi du 21 juillet sépara Marsas et Cubnezais en élevant ce dernier en succursale à la charge du gouvernement.
En 1808, passage des troupes de Napoléon vers l'Espagne à la Croix de Merlet au milieu d’une foule accourue de partout. La route nationale 10 est alors macadamisée.